# Бишкек
Бишкек (кирг. Бишкек; раније Пишпек, Фрунзе) је главни и највећи град Киргистана, град од републичког значаја, административни центар Чујске области. Према процени из 2023. било је 1.145.044 становника. Главно је саобраћајно чвориште, индустријски и административни центар земље. Савремени је културни, политички и економски центар републике.
Бишкек је град са широким булеварима и јавним зградама обложеним мермером, у комбинацији са бројним стамбеним блоковима изграђеним у совјетсокм периоду, који окружују унутрашња дворишта зграда. Постоје и хиљаде мањих, приватних кућа, углавном изван центра града. Улице су организоване у шаблону мреже, са већином са обе стране уским каналима за наводњавање, који обезбеђују воду дрвећу које формира дрвореде.

## Етимологија
Бишкек је наводно добио име по дрвеној лопатици која се користи у процесу ферментације млека.
На званичном сајту Градске куће Бишкек налази се следеће етимолошко оправдање за име града: трудна жена батира (хероја) изгубила је клупко (киргишки бишкек) за бичевање кумиса. У процесу тражења „Бишкека“, изненада је добила трудове и родила је дечака који је добио име Бишкек. Касније је постао батир и, након његове смрти, сахрањен је на брду близу обала реке Аламедин. Ту је подигнут надгробни споменик Гумбез - Бишкек. Управо су ову грађевину видели и описали путници 17-18.

## Географија
Град Бишкек се налази на плодној предгорској равници, заузимајући висинску зону скоро од подножја северне падине Киргиског ланца на југу (висине јужних микрообласти су око 900 м) и обухвата зону са надморским висинама до на северу око 700 м. Централна географска зона града има надморску висину од око 740–760 м.
Бишкек се налази у самом центру долине Чуи у подножју киргиских планина Ала-Тоо (један од планинских ланаца унутрашњег Тјен Шана), на надморској висини од 700-900 метара. Високи Киргиски ланац (просечна висина линије гребена је 3.000 ,; максимална висина је 4.895 m, врх Аламедин, који са југа уоквирује долину Чуи, је гребен баријере ширине, који делује као локални климатски развод. Иза њега се налази Унутрашњи Тјен Шан, висока унутрашња висораван са хладнијом и континенталнијом климом.
Територија града је 127 км² или 160 км².
Кроз град протичу реке Ала-Арча и Аламедин, које потичу из јужних планина, а Велики Чујски канал (БЦхК) протиче кроз северни део Бишкека од истока ка западу.

### Клима
Бишкек, према климатским условима, заузима крајњи јужни положај у континенталном климатском региону умерених географских ширина.
Клима града је оштро континентална. Просечна годишња температура је +12,2 °C. Падавина падне 451 мм годишње. Са просечном летњом температуром од око 25 °C и просечном зимском температуром од око -2 °C, чести су случајеви да лети температура пређе 40 °C, а зими достигне -30 °C. Температуре у зимским месецима могу да пређу 20,25 °C. Најхладнији месец је јануар (-1,7 °C), најтоплији јул (+25,3 °C). Просечна месечна релативна влажност ваздуха расте са 44% у јуну и јулу на 74% у марту, а годишњи просек износи 60%.

## Модерна клима Бишкека
Клима Бишкека, као и у долини Чуи и у региону северне падине Киргиског ланца, одређена је географском ширином и висином места, територијалном удаљеношћу од океана, карактеристикама локалних орографских услова и атмосферске циркулације. Према овим показатељима, подручје истраживања се налази у границама суптропске унутрашње климе, широког појаса заступљеног на југу свих централноазијских република ЗНД јужно од 43. паралеле.
Бишкек се налази на северној граници суптропског појаса Земље, јужно од његове средње географске ширине од 45°. Суво, са високим температурама, лето Чујске долине је по климатским условима блиско клими сувих суптропа, док зимски услови одговарају клими јужне зоне умерених географских ширина.
Укупно годишње трајање сијања сунца је 2584 сата. Месечно трајање сунчања је највеће у јулу - 337 сати, најмање у децембру - 126 сати.
Радијациони фактори формирања климе у Бишкеку и Чујској долини имају оштар преовлађујући утицај у летњем периоду године, када се услед јаког дневног загревања ваздуха формира поље ниског притиска са мало облачним топлим временом. над централном Азијом у целини. Као резултат тога, лети клима у доњем току долине Цхуи и у Бишкеку одговара клими сувих субтропа. Зими, услед смањења доласка сунчевог зрачења због кратког трајања дана, као и развијања интензивне циклоналне активности са хладним продорима са запада, северозапада и севера, циркулациони фактори формирања климе постају доминантни. Као резултат тога, климатски услови зиме за доњи ток долине Чуи и града Бишкека одговарају хладнијим климама јужне зоне умерених географских ширина.
| Клима Бишкека (1991–2020, екстреми 1936–садашњост) | Клима Бишкека (1991–2020, екстреми 1936–садашњост) | Клима Бишкека (1991–2020, екстреми 1936–садашњост) | Клима Бишкека (1991–2020, екстреми 1936–садашњост) | Клима Бишкека (1991–2020, екстреми 1936–садашњост) | Клима Бишкека (1991–2020, екстреми 1936–садашњост) | Клима Бишкека (1991–2020, екстреми 1936–садашњост) | Клима Бишкека (1991–2020, екстреми 1936–садашњост) | Клима Бишкека (1991–2020, екстреми 1936–садашњост) | Клима Бишкека (1991–2020, екстреми 1936–садашњост) | Клима Бишкека (1991–2020, екстреми 1936–садашњост) | Клима Бишкека (1991–2020, екстреми 1936–садашњост) | Клима Бишкека (1991–2020, екстреми 1936–садашњост) | Клима Бишкека (1991–2020, екстреми 1936–садашњост) |
| Показатељ \ Месец                                  | .Јан.                                              | .Феб.                                              | .Мар.                                              | .Апр.                                              | .Мај.                                              | .Јун.                                              | .Јул.                                              | .Авг.                                              | .Сеп.                                              | .Окт.                                              | .Нов.                                              | .Дец.                                              | .Год.                                              |
| -------------------------------------------------- | -------------------------------------------------- | -------------------------------------------------- | -------------------------------------------------- | -------------------------------------------------- | -------------------------------------------------- | -------------------------------------------------- | -------------------------------------------------- | -------------------------------------------------- | -------------------------------------------------- | -------------------------------------------------- | -------------------------------------------------- | -------------------------------------------------- | -------------------------------------------------- |
| Апсолутни максимум, °C (°F)                        | 20,0 (68)                                          | 25,4 (77,7)                                        | 30,5 (86,9)                                        | 34,7 (94,5)                                        | 36,7 (98,1)                                        | 40,9 (105,6)                                       | 42,1 (107,8)                                       | 39,7 (103,5)                                       | 37,1 (98,8)                                        | 34,2 (93,6)                                        | 29,8 (85,6)                                        | 23,7 (74,7)                                        | 42,1 (107,8)                                       |
| Максимум, °C (°F)                                  | 2,9 (37,2)                                         | 5,1 (41,2)                                         | 12,1 (53,8)                                        | 18,7 (65,7)                                        | 24,1 (75,4)                                        | 29,5 (85,1)                                        | 32,4 (90,3)                                        | 31,4 (88,5)                                        | 25,6 (78,1)                                        | 18,5 (65,3)                                        | 10,3 (50,5)                                        | 4,6 (40,3)                                         | 17,9 (64,2)                                        |
| Просек, °C (°F)                                    | −2,7 (27,1)                                        | −0,5 (31,1)                                        | 6,2 (43,2)                                         | 12,8 (55)                                          | 17,8 (64)                                          | 22,9 (73,2)                                        | 25,5 (77,9)                                        | 24,2 (75,6)                                        | 18,7 (65,7)                                        | 11,6 (52,9)                                        | 4,2 (39,6)                                         | −1,1 (30)                                          | 11,6 (52,9)                                        |
| Минимум, °C (°F)                                   | −7,1 (19,2)                                        | −4,9 (23,2)                                        | 1,0 (33,8)                                         | 6,9 (44,4)                                         | 11,2 (52,2)                                        | 16,1 (61)                                          | 18,4 (65,1)                                        | 16,9 (62,4)                                        | 11,7 (53,1)                                        | 5,6 (42,1)                                         | −0,5 (31,1)                                        | −5,2 (22,6)                                        | 5,8 (42,4)                                         |
| Апсолутни минимум, °C (°F)                         | −31,9 (−25,4)                                      | −34 (−29)                                          | −21,8 (−7,2)                                       | −12,3 (9,9)                                        | −5,5 (22,1)                                        | 2,4 (36,3)                                         | 7,4 (45,3)                                         | 5,1 (41,2)                                         | −2,8 (27)                                          | −11,2 (11,8)                                       | −32,2 (−26)                                        | −29,1 (−20,4)                                      | −34 (−29)                                          |
| Количина падавина, mm (in)                         | 28 (1,1)                                           | 37 (1,46)                                          | 51 (2,01)                                          | 75 (2,95)                                          | 60 (2,36)                                          | 34 (1,34)                                          | 19 (0,75)                                          | 15 (0,59)                                          | 19 (0,75)                                          | 37 (1,46)                                          | 44 (1,73)                                          | 37 (1,46)                                          | 456 (17,95)                                        |
| Дани са кишом                                      | 3                                                  | 5                                                  | 9                                                  | 12                                                 | 13                                                 | 10                                                 | 10                                                 | 6                                                  | 6                                                  | 8                                                  | 7                                                  | 4                                                  | 93                                                 |
| Дани са снегом                                     | 9                                                  | 9                                                  | 5                                                  | 2                                                  | 0,3                                                | 0                                                  | 0                                                  | 0                                                  | 0                                                  | 1                                                  | 4                                                  | 7                                                  | 37                                                 |
| Релативна влажност, %                              | 75                                                 | 75                                                 | 71                                                 | 63                                                 | 60                                                 | 50                                                 | 46                                                 | 45                                                 | 48                                                 | 62                                                 | 70                                                 | 75                                                 | 62                                                 |
| Сунчани сати — месечни просек                      | 137                                                | 128                                                | 153                                                | 194                                                | 261                                                | 306                                                | 332                                                | 317                                                | 264                                                | 196                                                | 144                                                | 114                                                | 2.546                                              |
| Извор #1: Pogoda.ru.net                            |                                                    |                                                    |                                                    |                                                    |                                                    |                                                    |                                                    |                                                    |                                                    |                                                    |                                                    |                                                    |                                                    |
| Извор #2: NOAA (sun, 1961–1990)                    |                                                    |                                                    |                                                    |                                                    |                                                    |                                                    |                                                    |                                                    |                                                    |                                                    |                                                    |                                                    |                                                    |

## Историја
Локације примитивних људи на подручју савременог Бишкека датирају из 5.-4. миленијума пре нове ере. е. Град дугује свој географски положај Великом путу свиле. Источни крак стазе пролазио је кроз долину Чуи и овде се сусрео са другим путем који води кроз Централни Тјен Шан. На територији савременог Бишкека у 7-12 веку постојало је античко насеље Џул.
На основу ДНК доказа, област у близини Бишкека се сматра једним од могућих извора црне смрти између 1346. и 1353. године.
Основан 1878. године као село на месту некадашње Кокандске тврђаве Пишпек, која је 1926. године преименована у Фрунзе у знак сећања на совјетског партијског и војсковођу Михаила Фрунзеа. Пошто у киргиском језику нема звука „ф“ и да је стицање сугласника на почетку речи неприхватљиво, мештани су ово име изговарали као „Пурунзе“. Након распада СССР-а и независности Киргистана, поставило се питање преименовања главног града. Испоставило се да је етимологија првобитног назива „Пишпек“ непозната; најближа овом називу била је киргишка реч „бишкек“ – „врт, који се протреса кумисом“. Није познато како би се ова економска припадност могла повезати са именом тврђаве, али је 1991. године Бишкек усвојен као нови назив главног града.
Године 1825. на територији модерног града, по налогу Мадали Кхана, основана је Кокандска тврђава Пишпек, у којој се налазио највећи гарнизон у долини Цхуи. Тврђава је стајала у средишту номадских путева (од зимских пашњака до летњих пашњака) и на путу за Исик-Кул и Семиречје.
Први документарни помен насеља Пишпек налази се у књизи „Опис војних операција у Трансилијској области 1860. године и дневнику опсаде Кокандске тврђаве Пишпек“.
Два пута (4. септембра 1860. и 24. октобра 1862.) тврђаву су заузимале руске трупе. У новембру 1862. остатке тврђаве су уништили Киргизи из племена Солто, а на њеном месту је две године касније постављен козачки пикет, а онда је овде почео да се окупља базар.
Године 1868. прве сељачке породице из Пензанске, Самарске, Вороњешке и Тамбовске губерније основале су руско насеље Пишпек дуж пута тракта. Овим првим насељеницима придружили су се узбекистански трговци из Ташкента, Намангана и других области модерног Узбекистана. До 1876. године у Пишпеку је живело 58 породица: 182 особе оба пола, укључујући 94 жене (било је 9 руских породица, 48 узбекистанских и 1 татарска породица).
Дана 29. априла 1878. године, у вези са преношењем центра округа Пишпек у Пишпек, насеље је добило статус града, овај датум се званично слави као датум оснивања града.
Дана 24. априла 1924. године у град је стигла чехословачка задруга „Интергелпо“, која је Пишпек заправо претворила у модеран европски град по тадашњим мерилима.
Од октобра 1924. постао је административни центар Кара-Киргишке аутономне области. Од маја 1925. - административни центар Киргишке аутономне области.
Дана 12. маја 1926. Пишпек је преименован у Фрунзе у част рођеног града, совјетског војсковође Михаила Фрунзеа. Од 1936. године Фрунзе је главни град Киргишке Совјетске Социјалистичке Републике.
Године 1938. у граду Фрунзе створена су три административна округа: Пролетарски (сада Лењински), Первомајски и Свердловски. Године 1962. Пролетарски округ града Фрунзе претворен је у Лењински. 1974. године формиран је Октјабрски округ.
Деведесете године двадесетог столећа су биле турбулентан период за историју града. У јуну 1990. проглашено је ванредно стање након тешких етничких немира у јужном Киргистану који су претили да се прошире на главни град. Град је преименован у Бишкек 5. фебруара 1991. године, а Киргистан је стекао независност касније те године током распада Совјетског Савеза. Пре независности, већину становништва Бишкека чинили су етнички Руси. Две хиљаде и четврте Руси су чинили приближно 20% становништва града, а око 7–8% 2011.

## Становништво
По проценама из 2021. имао је око 1.074.075 становника.
| 1926.  | 1939.  | 1970.   | 1982.   | 2017.   | 2021.     |
| ------ | ------ | ------- | ------- | ------- | --------- |
| 36.610 | 92.783 | 430.618 | 616.312 | 937.400 | 1,074,075 |

Бишкек је најнасељенији град у Киргистану. Његова популација, према процени из 2021. године, износила је 1.074.075. Од оснивања града до средине 1990-их, етнички Руси и други народи европског порекла (Украјинци, Немци) чинили су већину становништва града. Према попису из 1970. године, етнички Киргизи су били само 12,3%, док су Европљани чинили више од 80% становништва Фрунзеа. Сада је Бишкек претежно киргиски град, са 75% становника Киргиза, док европски народи чине око 15% становништва. Упркос овој чињеници, руски је главни језик, док киргишки и даље губи број говорника, посебно међу млађим генерацијама.
Највећа религија је сунитски ислам, али пошто многи Руси живе у Киргистану, постоји и велика руска православна заједница. Централна џамија у Бишкеку је једна од највећих у Централној Азији. У Бишкек је седиште римокатоличке апостолске управе Киргистана.

## Привреда
Град је у 2011. години произвео индустријских производа у износу од 28108,4 милиона сома, што је повећање од 17,2%. Од укупног обима пружених услуга у републици, Бишкек чини 58,7%. Просечна месечна зарада за период јануар-новембар 2011. године износила је 12.035 сома, што је 1,4 пута више од републичког нивоа. Бишкек је донатор за друге регионе републике. Слободна економска зона "Бишкек" налази се у близини главног града.

## Индустрија
У граду су заступљене све гране индустријске производње. Међу њима су главне: машинство и обрада метала, лака и прехрамбена индустрија, енергетика. Велика индустријска предузећа у Бишкеку су: Термоелектрана Бишкек, Дастан Цорпоратион, Цоца-Цола Бисхкек Боттлерс, Бисхкек-Дан-Азик; акционарска друштва: "Бисхкексиут", Бишкек Машински комбинат, "Киргизавтомасх", Фабрика армираног бетона "Бисхкек", предузећа-удружења "Бугарска", "Зхилдиз", "Баипак" и др.
Индустријска предузећа се налазе на западу и истоку Бишкека. Међу њима: млин за брашно „Акун“, ЈСЦ „Киргизмебел“, произвођач националних пића „Схоро“, ОЈСЦ „Северелецтро“, термоелектрана.

## Трговина
Град Бишкек је регионални центар трговине и представља чвориште између Кине, Казахстана и Русије. Бишкек има највеће велепродајно и малопродајно тржиште у Централној Азији, Дордои, највећу пијацу аутомобила, Азамат, и низ других тржишта: Ош (пијаца), Аламедин (пијаца), Орто-Саи (пијаца), Ала-Арча - 2 " (пијаца), "Нарбото", "Кудаиберген" итд. Постоје велики тржни центри: "Вефа", "Бискек Парк", "Дордои-плаза", "Таш-Рабат", "ЦУМ-Аицхурек , ТАЦ Весна ( бивши СЕЦ Ракхат Палаце), Караван, Асиа-Малл, Детски Мир, Табилга, МОТО, БЕТА ПРОДАВНИЦЕ, БЕТА ПРОДАВНИЦЕ 2, СЕЦ Томми.
Град има представништва великих међународних компанија као што су Мерцедес-Бенз, Ауди-ВВ, Сумитомо, Федерал Екпресс, ДХЛ, УПС, ЛГ-Елецтроницс, Даевоо, Пхилипс, Сиеменс, Панасониц, Реемтсма, Цоца-Цола, Самсунг, Тоиота, Киа и др.

## Финансије
Седишта банака налазе се у Бишкеку: РСК Банк, Аиил Банк (обе у државном власништву), Киргиз Инвестмент анд Цредит Банк, Демир Киргиз Интернатионал Банк, Росинбанк, ОптимаБанк, БакаиБанк, Дос-КредоБанк, „ФинанцеЦредитБанк“ итд.

## Становање
Као и у многим градовима у постсовјетским државама, становање у Бишкеку је претрпело велике промене од периода распада Совјетског Савеза.
Иако породичне куће полако постају све популарније, већина становника живи у становима из совјетског доба. Упркос расту киргистанске привреде, повећање расположивог стамбеног простора је споро са врло мало нове изградње и удвостручавањем цена од 2001. до 2002. Ово се променило до 2010-их када је невиђени стамбени бум нагло променио град. До 2021. године, преко 246 грађевинских фирми је било активно у Киргистану, првенствено радећи  на изградњи луксузних резиденција, које се често рекламирају као смештај 'бизнис класе' или 'премјиум класе'. Због неадеквстне градње, која није отпорна не земљотресе, постоји озбиљну претњу по безбедност становника и пројекти новоградње су изазвали критике. Ограничена доступност земљишта тера приватне инвеститоре да користе стамбене зоне из социјалистичког доба, што резултира губитком зелених површина и виталне друштвене инфраструктуре, укључујући спортске терене и игралишта.
Они који не могу да приуште високу цену становања у Бишкеку, посебно интерни мигранти из руралних села и малих провинцијских градова, често морају да прибегну неформалним сквотерским насељима на периферији града. Процењује се да у овим урбаним насељима живи 400.000 људи или око 30 одсто становништва Бишкека.

## Саобраћај
Јавни превоз укључује превоз аутобусима, електричним тролејбусима и јавним комбијима (на руском језику познато као маршрутка). Прве аутобуске и тролејбуске руте у Бишкеку уведене су 1934. и 1951. године.
У Бишкеку постоје две главне аутобуске станице. Мања стара источна аутобуска станица је првенствено терминал за минибусеве до разних дестинација унутар или непосредно изван источних предграђа.
Редовне аутобуске и минибусеве на даљину до свих делова земље, као и до Алматија (највећи град у суседном Казахстану) и Кашгара, у Кини, саобраћају углавном са новије велике Западне аутобуске станице; само мањи број креће са Источне станице.
Базар Дордој на североисточној периферији града такође садржи импровизоване терминале за минибусеве који саобраћају до приградских места у свим правцима (од Сокулука на западу до Токмака на истоку) и до неких аутобуса који превозе трговце у Казахстан и Сибир.
Постоје и међуградски возови који крећу за Сибир (Новосибирск и Новокузњецк ), преко Алматија, преко Железнице Туркестан-Сибир руте, и до Јекатеринбурга (Свердловск) на Уралу, преко Астане . Ове услуге су изузетно споре (преко 48 сати до Јекатеринбурга), због дугих заустављања на граници и индиректне руте.
У граду се налази Међународни аеродром Манас, удаљен око 25 километара северозападно од центра града.
Током 2001. Сједињене Америчке Државе су добиле право да користе Међународни аеродром Манас као ваздушну базу за своје војне операције у Авганистану и Ираку. Русија је касније (2003.) успоставила своју ваздушну базу у близини Канта, неких 20 километара источно од Бишкека. Смештена је у објекту који је некада био зграда велике совјетске војне школе за обуку пилота.

## Загађење ваздуха
Емисије загађивача ваздуха у Бишкеку износиле су 14.400 тона у 2010. Међу свим градовима у Киргистану, ниво загађености ваздуха у Бишкеку је највећи, повремено вишеструко премашујући максимално дозвољене концентрације, посебно у центру града. На пример, концентрације формалдехида повремено прелазе максимално дозвољене границе за фактор четири. Хидрогеолог Зхеенбек Кулбеков сматра да су грејање на угаљ углавном у неформалним насељима, издувни гасови из приватних возила и недостатак циркулације ваздуха три главна фактора за озбиљно загађење ваздуха у главном граду Киргистана. Ово последње је углавном због насумичне изградње приватних вишеспратница – у супротности са ранијим плановима града који су рађени до краја СССР-а – што је подстакло дискусију о мораторијуму на даљу изградњу високих зграда.
Одговорност за праћење квалитета амбијенталног ваздуха у Бишкеку је на Државној агенцији за хидрометеорологију Киргизије. У Бишкеку постоји седам станица за праћење квалитета ваздуха, које мере нивое сумпор-диоксида, азотних оксида, формалдехида и амонијака.

## Спорт
У Бишкеку се налази стадион Долен Омурзаков, највећи фудбалски стадион у Киргистану и једини који испуњава услове да буде домаћин међународних утакмица. Неколико фудбалских тимова из Бишкека игра своје утакмице на стадиону, укључујући шестоструког шампиона Киргистанске лиге, ФК Дордој.

## Партнерски градови
Бишкек је побратимљен са:
- Алмати, Казахстан (1994)
- Анкара, Турска (1992)[38]
- Ашхабад, Туркместан (2018)[39]
- Колорадо Спрингс, Сједињене Државе (1994)[40]
- Доха, Катар (2014)
- Гуми, Јужна Кореја (1991)
- Измир, Турска (1994)
- Кијев, Украјина (1997)[41]
- Љенјуенганг, Кина (2015)[42]
- Нур-Султан, Казахстан (2011)
- Казвин, Иран (2003)
- Самсун, Турска[43]
- Шенџен, Кина (2016)[44]
- Ташкент, Узбекистан[45]
- Техеран, Иран (1994)
- Трабзон, Турска (2014)[46]
- Уфа, Русија (2017)
- Урумћи, Кина (1993)[47]
- Вухан, Кина (2016)
- Јинчуан, Кина (2000)[48]